# Ocello (mimetismo)

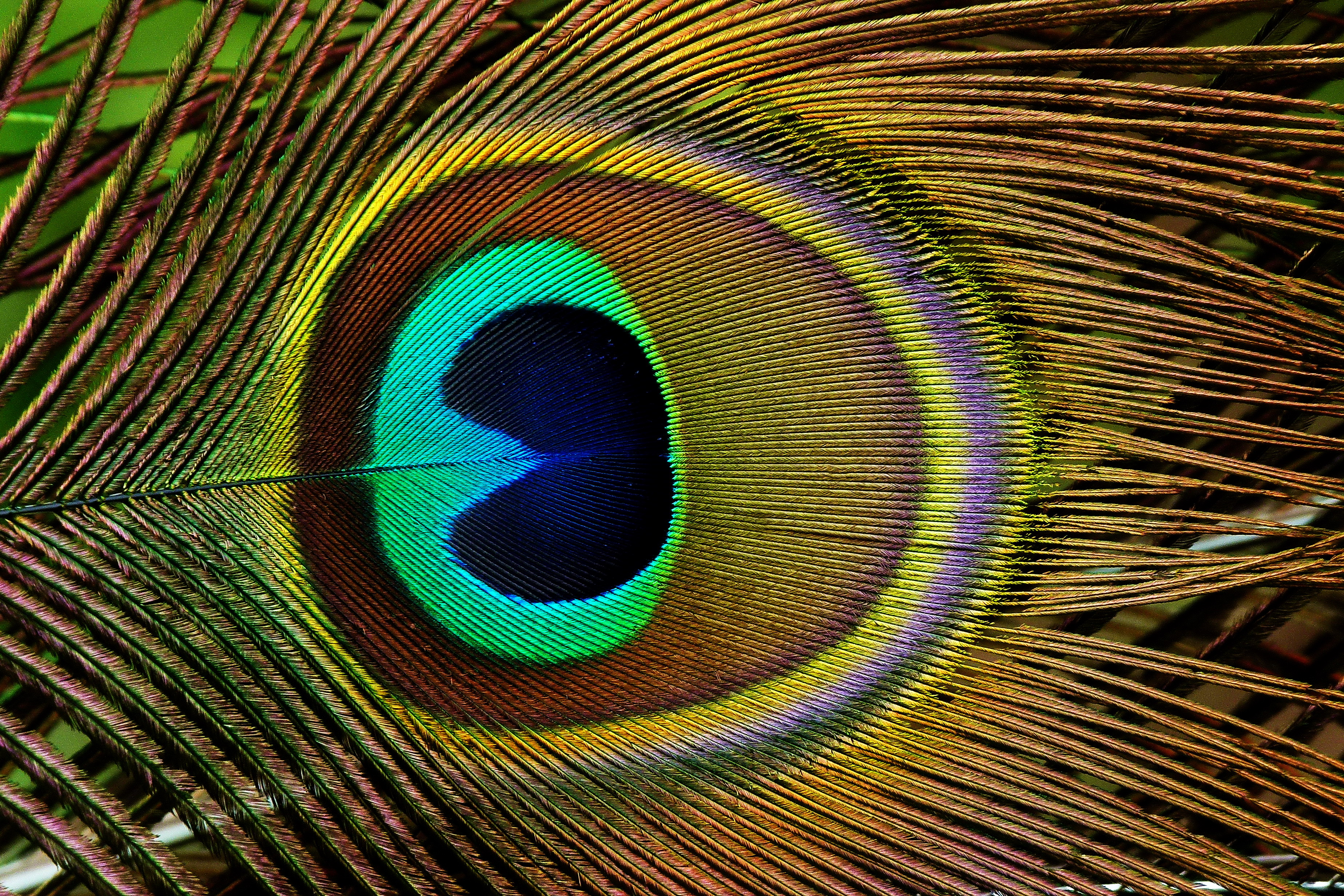
Ocello di una piuma di pavone (Pavo cristatus).

In biologia, viene definito ocello una macchia rotonda che funge da esca o da mezzo di intimidazione posta sulla pelle, le ali o le piume di vari animali (ad esempio gli ocelli posti sulle piume caudali del pavone). Gli ocelli sono presenti tra i pesci, gli uccelli, i rettili (Phelsuma quadriocellata) e gli insetti, specialmente nelle farfalle. Presso i felini, gli ocelli, in questo caso chiamati anche rosette, fungono da camuffamento.

## Gli ocelli come mezzi di difesa passiva

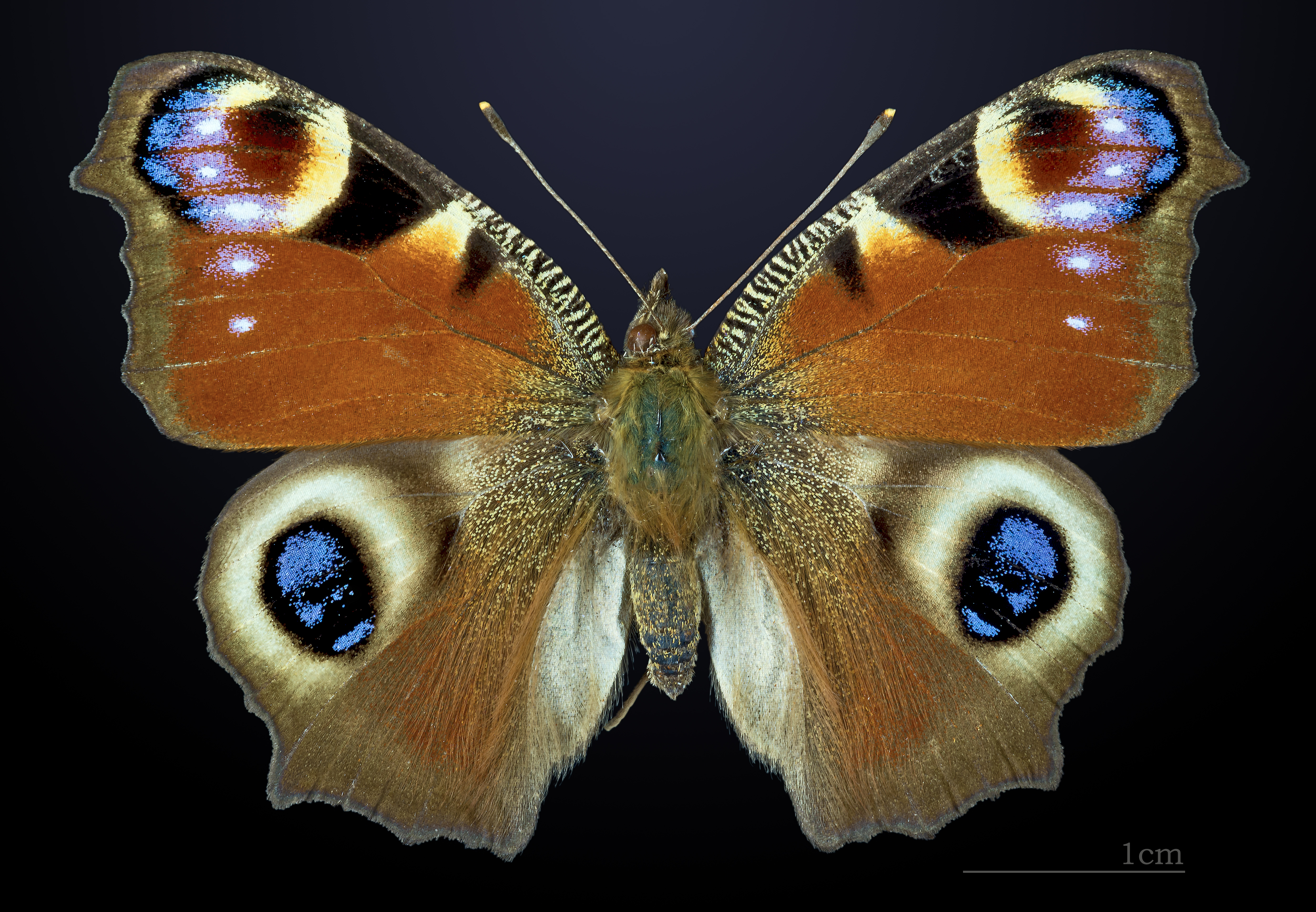
Ocelli su una Aglais io.

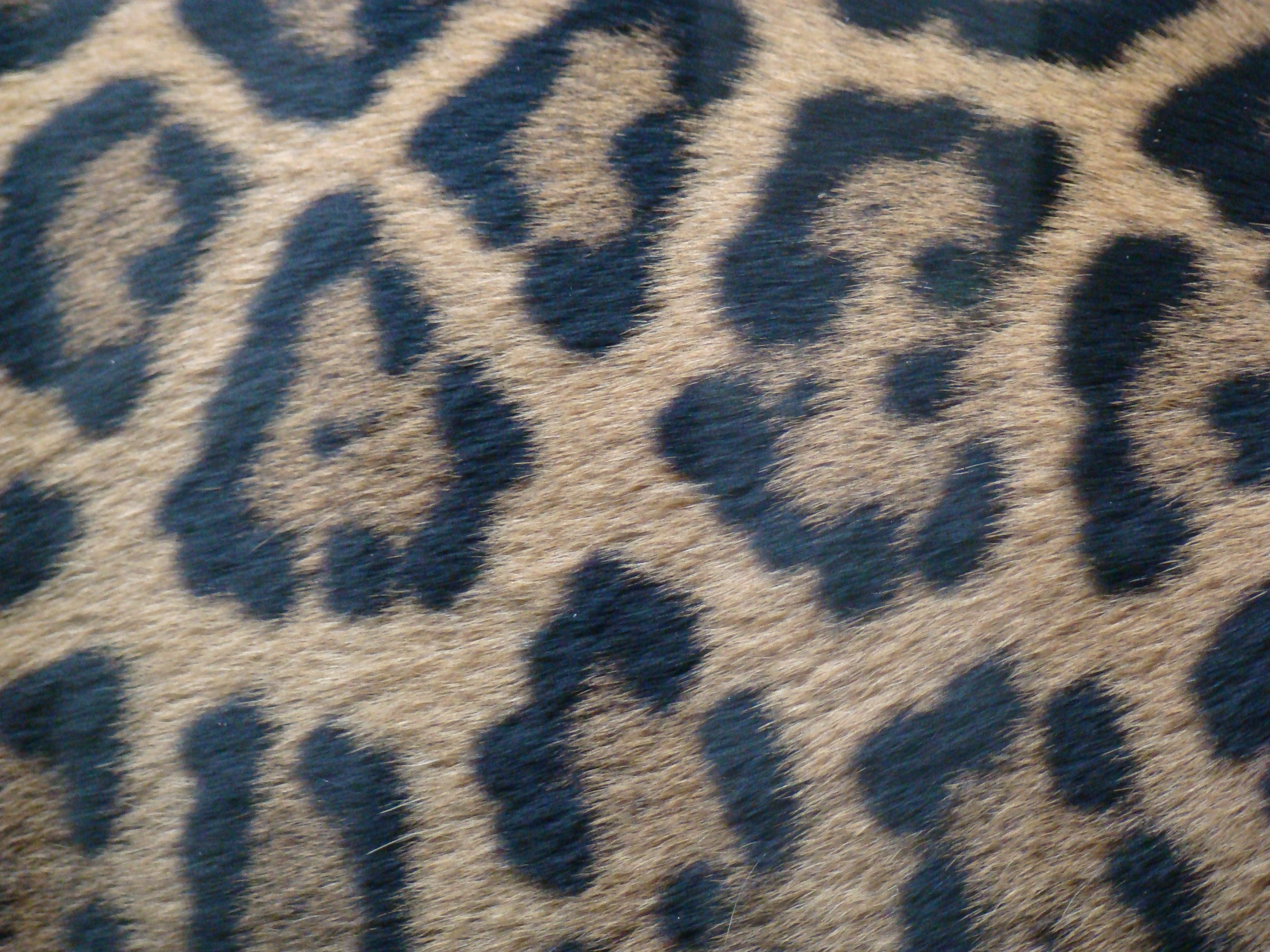
Rosetta del manto di un giaguaro.

Gli ocelli di alcuni insetti (in particolare lepidotteri) vengono esposti, nel caso l'insetto sia disturbato da un predatore (uccelli, lucertole o mammiferi insettivori), aprendo bruscamente le ali. Ad esempio, le ali aperte del pavone di giorno (Aglais io) evocano per mimesi gli occhi di un mammifero, e possono sorprendere o scoraggiare il predatore, almeno per il tempo necessario a far fuggire via la farfalla. Numerose specie di farfalle sono protette da ocelli che talvolta somigliano moltissimo a un paio di occhi di mammifero; parecchie specie possiedono tre o quattro paia di ocelli sopra ogni ala o a volte su entrambe le sue facce. Tra le farfalle che possiedono ocelli ricordiamo:
le rappresentanti dei generi:
- Caligo
- Chloreuptychia;

le specie:
- Farfalla ocellata (Junonia coenia)
- Piccolo satiro dei boschi (Megisto cymela)
- Sfinge semi-pavone o sfinge ocellata (Smerinthus ocellata)
- Grande pavone di notte (Saturnia pyri)
- Piccolo pavone di notte (Saturnia pavonia).

## Gli ocelli nei felini
Una rosetta od ocello è un motivo simile a un fiore presente sul mantello di alcuni animali come il leopardo, il giaguaro e altri piccoli felini, tra cui l'ocelot. Queste formazioni assai complesse di macchie svolgono funzione di camuffamento. Le rosette riducono in effetti le possibilità che l'animale venga scorto dalla sua preda.

## Galleria d'immagini

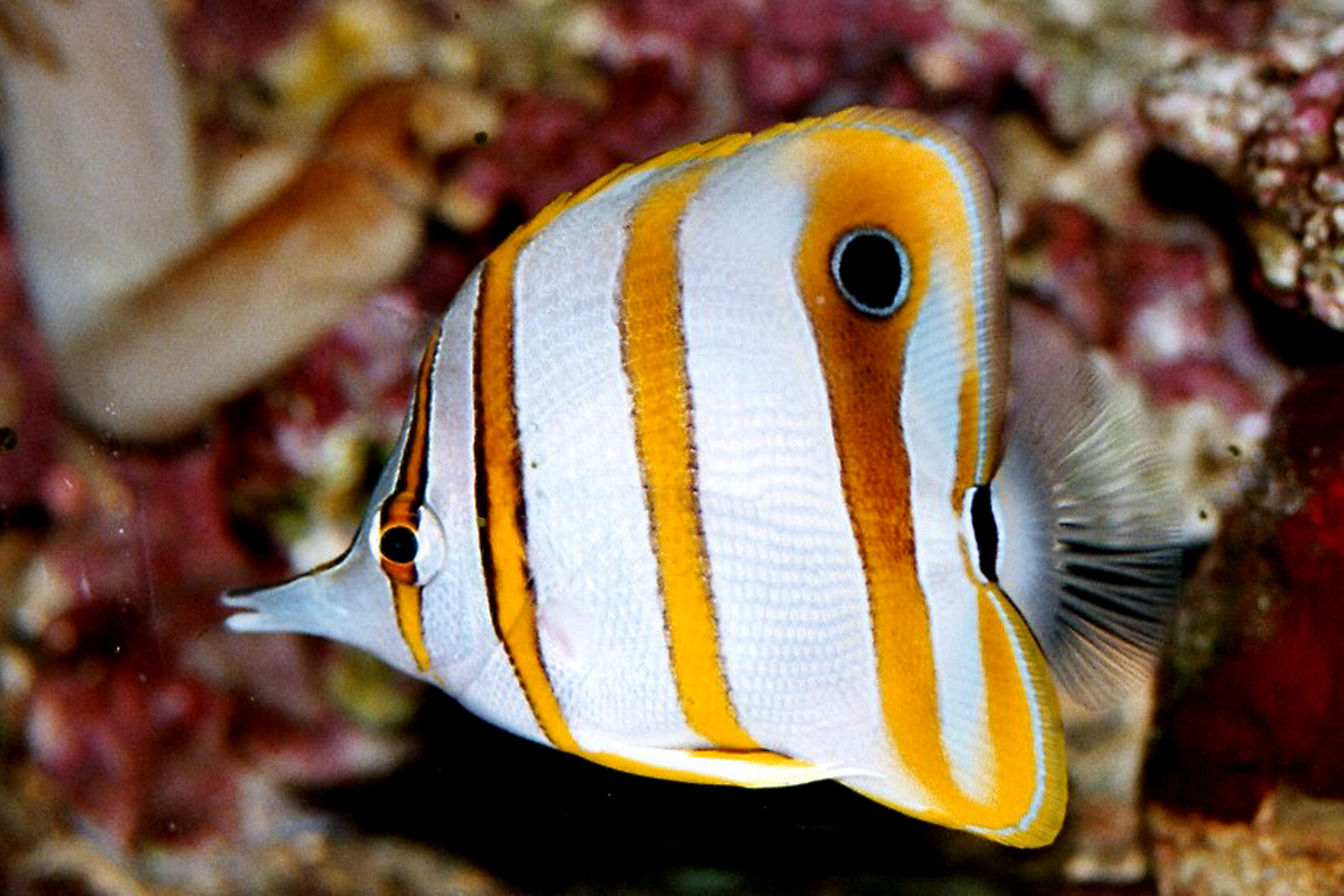
Ocello su un Chelmon rostratus
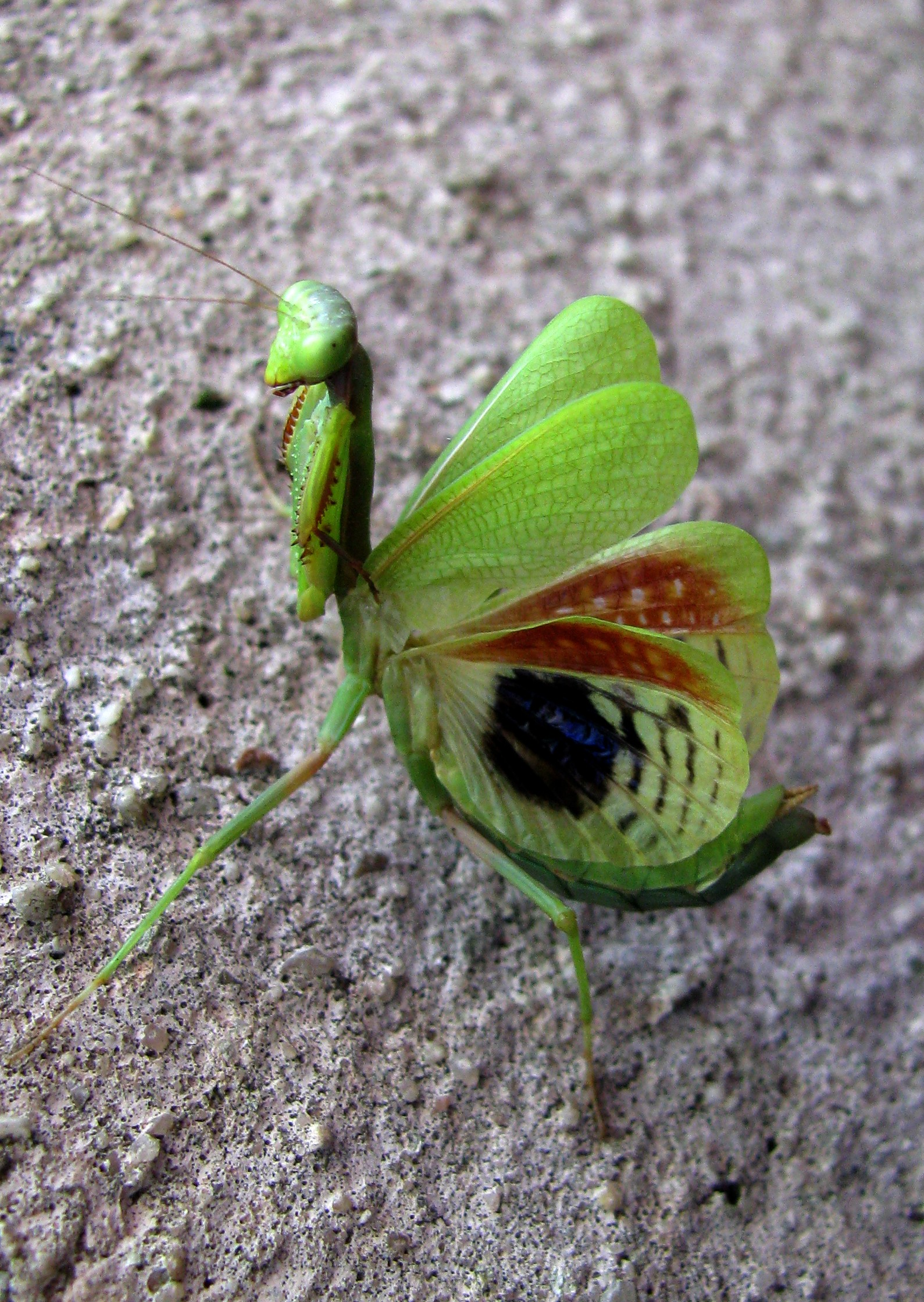
Mantide religiosa in posizione di minaccia
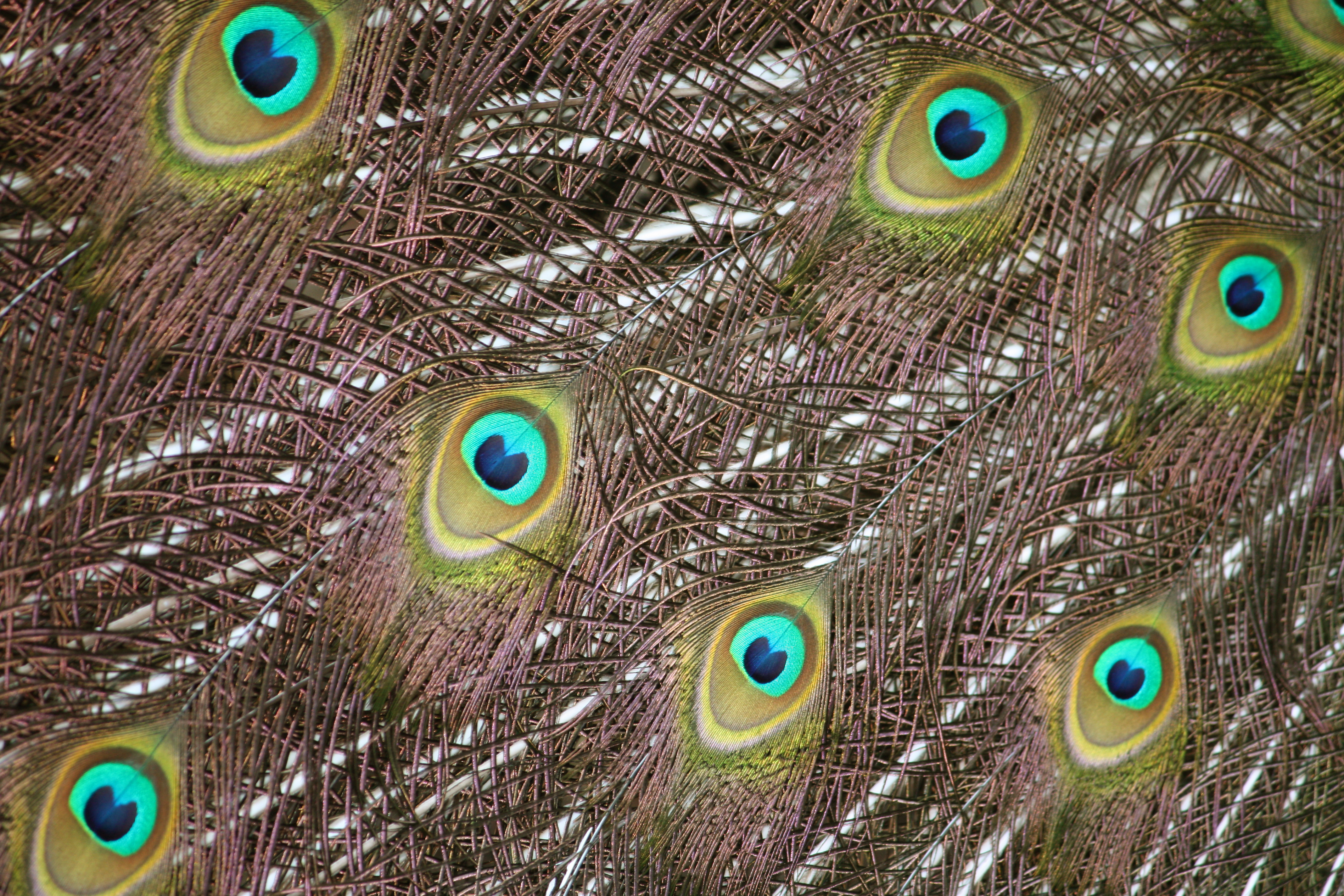
Ocelli sulla coda di un pavone indiano